# 阿尔弗雷德·施瓦茨曼
阿尔弗雷德·施瓦茨曼（德語：Alfred Schwarzmann，1912年3月22日—2000年3月11日），德国前男子竞技体操运动员。他曾参加1936年和1952年两届夏季奥运会，共获得三枚金牌、一枚银牌和两枚铜牌。